# Will Kymlicka
Pour les articles homonymes, voir Kymlicka.
Will Kymlicka, né en 1962 à London en Ontario, est un philosophe canadien, docteur en philosophie de l'université d'Oxford. Il a acquis une réputation surtout par son travail sur le multiculturalisme. Il est actuellement professeur de philosophie à la chaire de philosophie politique de l'Université Queen's à Kingston, Ontario.

## Travaux
La principale thèse de Kymlicka est d'apporter un cadre libéral à la revendication pour un juste traitement des groupes minoritaires. Ces groupes se divisent pour lui en deux catégories : les groupes pluriethniques ou immigrants, et les minorités nationales, dont le premier exemple est, pour lui, le Québec, au Canada même. Kymlicka donne une liste de critères qui caractérisent ces minorités nationales :
- elles sont présentes dès la fondation de l'État-nation ;
- elles ont déjà eu une autonomie ;
- elles ont une culture commune ;
- elles ont une langue commune ;
- elles ont des institutions propres.

Ainsi selon ces critères il existe au Canada deux minorités nationales : les Québécois et les Amérindiens. La thèse de l'auteur est donc de leur donner de plus grands droits, du fait de leur importance particulière et de leur histoire.
En revanche et à l'inverse, les groupes multiethniques ne sont pas dans la même situation. En immigrant volontairement, ils ont accepté d'assimiler les normes de leur nouvelle nation. Kymlicka reconnaît les problèmes que cela engendre ; par exemple, les Afro-américains ne sont évidemment pas venus de leur plein gré à l'origine.
Dans son ouvrage Multicultural Citizenship en 1995, Kymlicka développe son idée. Pour lui, la discrimination positive et plus largement les droits particuliers à un groupe minoritaire sont tout à fait conciliables avec le libéralisme. Il en prône donc l'usage dans de nombreuses situations qui l'exigent. Ces droits devraient consister en :
- un droit à la représentation. Ce n'est pas nécessairement un confessionnalisme politique mais davantage une discrimination positive en politique ;
- un droit à l'autonomie partielle ;
- des droits particuliers adaptés, notamment sous la forme de dérogations. Exemples : le droit de porter le voile ; ou encore le droit pour les Sikhs de ne pas porter de casque à moto.

Kymlicka ajoute une distinction cruciale pour sa thèse : celle entre la « protection externe » et les « restrictions internes ». La première peut se justifier pour promouvoir l'équité (ou l'égalité réelle de fait et pas seulement de droit), même s'il faut faire attention aux dérives (comme l'apartheid en Afrique du Sud). Les secondes en revanche, doivent être prohibées dans la perspective libérale : elles restreignent la liberté individuelle.
Il est nommé à l’Ordre du Canada au mois de juin 2023, avec le rang d'officier.

## Publications
- 2001 : La Citoyenneté multiculturelle : une théorie libérale du droit des minorités, Éditions du Boréal (Canada), La Découverte et Syros (France)  (ISBN 2-7071-3374-4) Trad. par Patrick Savidan (en) de Multicultural citizenship: a liberal theory of minority rights, Oxford University Press, 1995.
- 2003 : Les Théories de la justice : une introduction. Libéraux, utilitaristes, libertariens, marxistes, communautariens, féministes…, Paris, La Découverte  (ISBN 2-7071-4113-5) Trad. par Marc Saint-Upéry (en) de Contemporary political philosophy: an introduction.
- 2011 : avec Sue Donaldson, Zoopolis : une théorie politique des droits des animaux, postface de Corine Pelluchon, Paris, Alma éditeur, 2016  (ISBN 978-2-36279-205-2) Trad. par Pierre Madelin (en) de Zoopolis. A Political Theory of Animal Rights, Oxford University Press.

### Traduction
- (en) Cet article est partiellement ou en totalité issu de l’article de Wikipédia en anglais intitulé « Will Kymlicka » (voir la liste des auteurs).